# رقصات تراث شعبي عربية
الرقصات الشعبية العربية (العربية: الرقص العربي، بالحروف اللاتينية: الرقص العربي)، يشار إليها أيضًا بالرقص الشرقي، والرقص الشرقي، والرقص الشرقي، وهي الرقصات الشعبية التقليدية للعرب في العالم العربي. للرقص العربي العديد من الأساليب المختلفة، بما في ذلك الأنواع الثلاثة الرئيسية للفولكلور، الكلاسيكي والمعاصر. يتم الاستمتاع بها وتقديمها في جميع أنحاء المنطقة العربية، من شمال إفريقيا إلى الشرق الأوسط.
مصطلح «الرقص العربي» بالرقص الشرقي. ومع ذلك، هناك العديد من أنماط الرقص العربي التقليدي والعديد منها له تاريخ طويل. قد تكون هذه رقصات شعبية، أو رقصات كانت تُؤدى ذات مرة كطقوس أو كمشهد، وقد يكون بعضها قد تم أداؤه في البلاط الإمبراطوري. إن اندماج رواية القصص الشفوية وحفل الشعر والموسيقى له تقليد طويل الأمد في التاريخ العربي. ومن أشهر الرقصات العربية التقليدية الرقص الشرقي والرقص الأرضي والدبكة.
لا تزال الرقصة التقليدية تحظى بشعبية بين المغتربين العرب، كما تم تصديرها بنجاح إلى فرق الرقص الشعبي العالمية حول العالم. يرتدي جميع الراقصين الزي التقليدي لتجسيد تاريخ ثقافتهم ورواية قصص أسلافهم.

## تاريخ

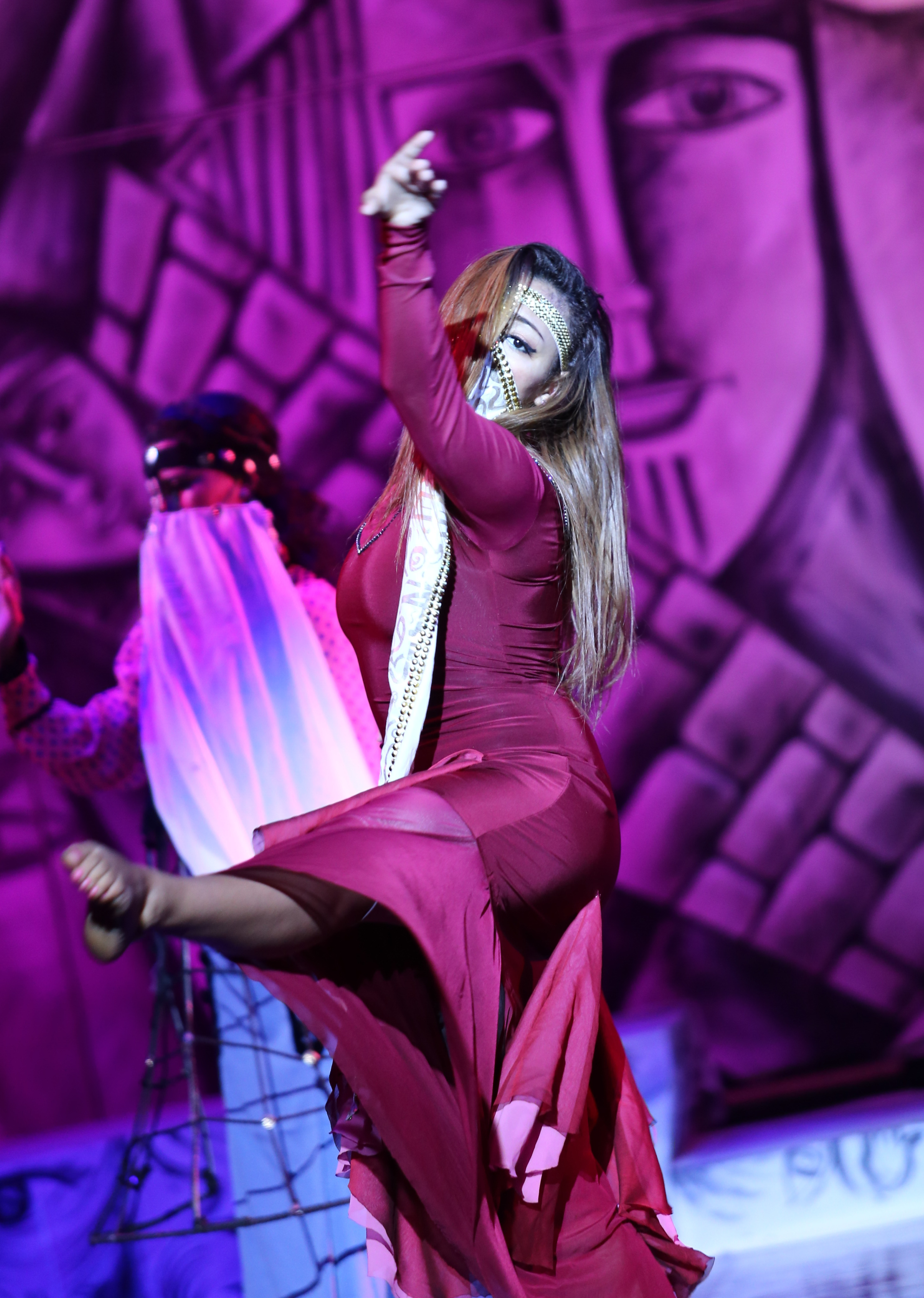
راقصة ترقص رقصة بلدي في القاهرة

تاريخيًا، كان الرقص دائمًا جزءًا مهمًا من الثقافة العربية. بعض الأمثلة على الرقصات الاجتماعية المتنوعة التي يتمتع بها العالم العربي هي الدبكة (العربية: الدبكة، وتهجئة الدبكة أيضًا)، والرقص البلدي (العربية: بلدي، بالحروف اللاتينية: بلدي؛ صفة مقارنة «بلدة»، «محلية»، «ريفي» ليتم مقارنتها بـ «الفولكلور» الإنجليزي، مع دلالة على الطبقة الدنيا)، والرقصات الدينية المقدسة. خلال سلسلة الفتوحات على العالم العربي، تأثر الأوروبيون بثقافات شعوبه. خلال الحملة الفرنسية في مصر وسوريا عام 1798، كان الأوروبيون مهتمين بالعالم العربي والرقصات والموسيقى الشعبية في كل بلد.
في منتصف القرن التاسع عشر، الجانب الشرقي من العالم العربي. تمت الإشارة بشكل جماعي إلى شبه الجزيرة العربية ومصر والشام وبلاد ما بين النهرين باسم «الشرق» أو «الشرق»؛ تعني «الشرق». استقطب الشرق الأوسط الرسامين والكتاب الأوروبيين الذين وصفوا بالمستشرقين والمتخصصين في الموضوعات الشرقية. تشمل الشخصيات البارزة جان ليون جيروم ويوجين ديلاكروا وجان أوغست دومينيك إنجرس.
مما لا شك فيه أن استشراق ساهم في سوء فهم الرقص الشعبي باعتباره رقصة إغراء تمارس من أجل إمتاع الرجال. في الواقع، بسبب الفصل التقليدي بين الجنسين، عادة ما ترقص النساء في الشرق الأوسط فقط برفقة النساء بين الآباء والأصدقاء. في بعض الأحيان تمت دعوة الراقصين والموسيقيين المحترفين إلى التجمع النسائي. اليوم، لا يُمارس الفصل بين الجنسين بشكل صارم في العديد من المناطق الحضرية، وأحيانًا يرقص كل من الرجال والنساء اجتماعيًا في المناسبات العائلية و / أو المجتمعية.
تم تقديم الرقص العربي إلى الولايات المتحدة في عام 1893 في المعرض الكولومبي العالمي، والذي تضمن معرضًا بعنوان «شوارع القاهرة». وحضر المعرض راقصون من مصر وعدة دول عربية أخرى من الشرق الأوسط وشمال إفريقيا، من بينها سوريا والجزائر. غالبًا ما يُنسب مصطلح «الرقص الشرقي» إلى سول بلوم، مديرها الترفيهي، لكنه أشار إلى الرقصة باسم الرقص الشرقي، وهو الأسم الفرنسي المستخدم في الجزائر. يقول بلوم في مذكراته: «عندما علم الجمهور أن الترجمة الحرفية كانت» رقص شرقي «، استنتجوا بسرور أنها كانت فظيعة وغير أخلاقية. كان لدي منجم ذهب».

## أنواع الرقص
العرب متنوّعون وغنيون بالموسيقى والرقصات وهي جزء من هويتهم. هناك الكثير من الرقصات العربية التقليدية حيث أن الوطن العربي مساحة شاسعة. الرجال أيضا مخطوبون مثل النساء. فيما يلي أربعة أنواع من الرقصات التقليدية.

### قائمة الرقصات الكلاسيكية
يعود تاريخ هذه الرقصات إلى العصور القديمة ولم يتوقف عن التطور في التاريخ والزمن.

#### الرقص الشرقي
يشار إلى الرقص الشرقي أيضًا باسم الرقص العربي (العربية: الرقص الشرقي، بالحروف اللاتينية: الرقص الشرقي) هو رقص شرقي معبر، يركز على حركات الجذع المعقدة. سيتعلم العديد من الأولاد والبنات في البلدان التي يشتهر فيها الرقص الشرقي كيفية القيام بذلك عندما يكونون صغارًا. تتضمن الرقصة حركة أجزاء مختلفة من الجسم؛ عادة بشكل دائري. يمكن لكل من النساء والرجال الرقص الشرقي.

#### شمعدان

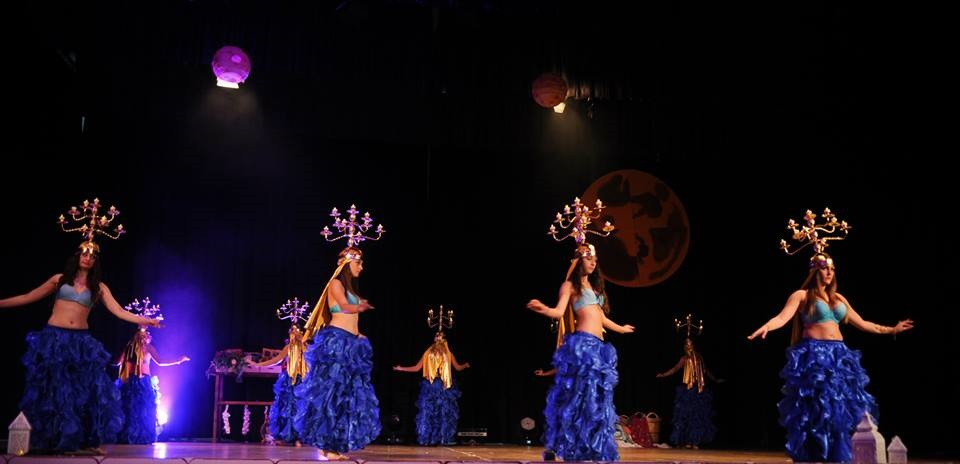
رقصة شمعدان

الشمعدان (عربي: الشمعدان) هو شمعدان كبير متوازن على رأس راقص، في تقليد فريد للرقص المصري. تم استخدام دعامة الرقص هذه تاريخياً في موكب الزفاف المصري، أو الزفة. عادة ما يتم موكب الزفاف في الليل، ويشق طريقه عبر شوارع الحي من منزل والدي العروس إلى منزلها الجديد في منزل العريس. هذه هي الحركة الرسمية للعروس ويقودها راقص وموسيقيون ومغنون، يليها حفل الزفاف وأصدقائهم وعائلاتهم.

#### رقص شرقي

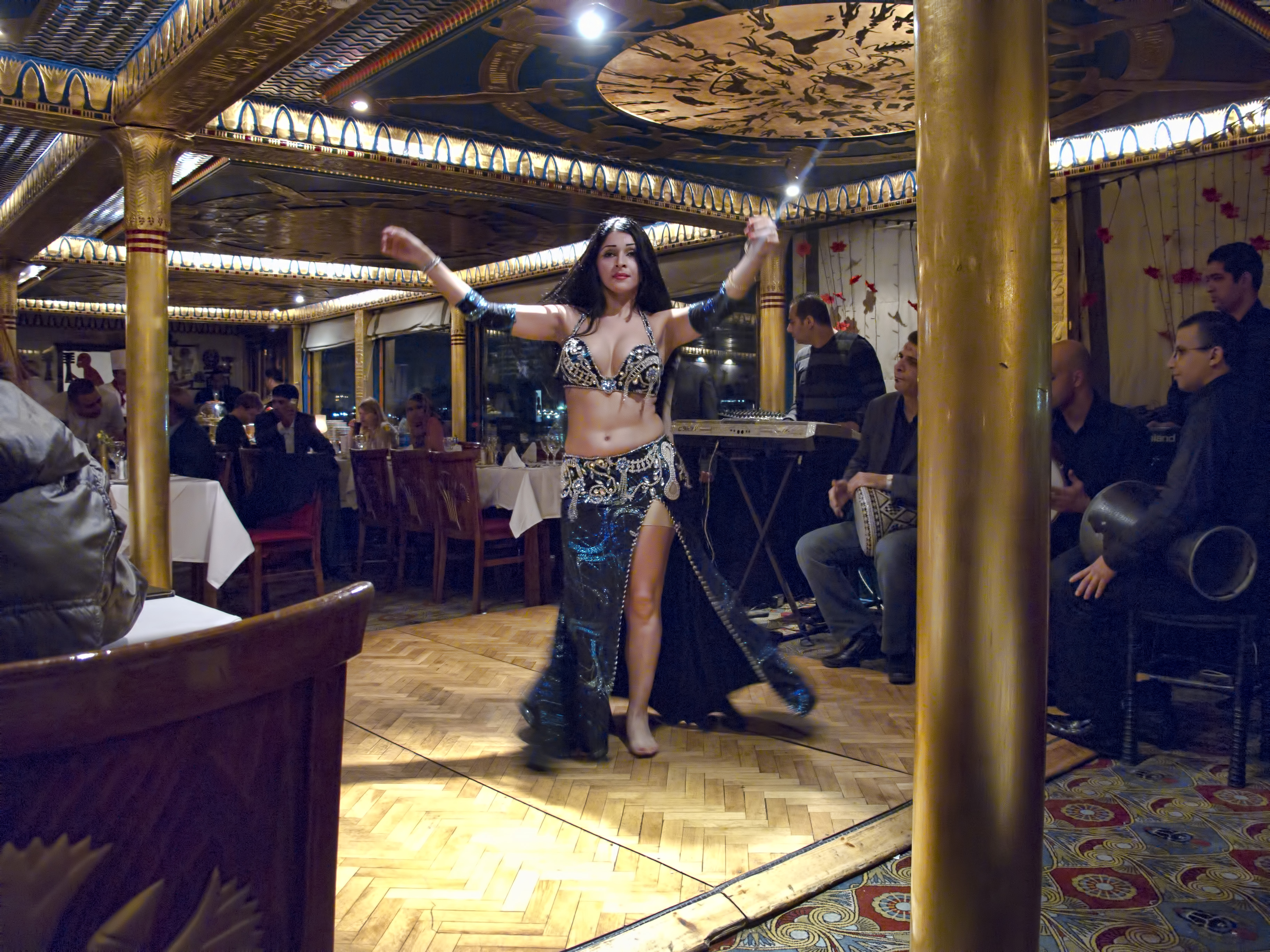
رقس شرقي في القاهرة

الرقص الشرقي هو النمط المصري الكلاسيكي للرقص الشرقي الذي تطور خلال النصف الأول من القرن العشرين. هذه الرقصة هي ما قبل الإسلام وهي تقليد شفهي تغير على مر القرون. يعتقد بعض الناس أنها نشأت كرقصة عبادة للخصوبة أو الآلهة، وفي شمال إفريقيا لا يزال من الممكن استخدامها للمساعدة أثناء الولادة.

#### بلدي

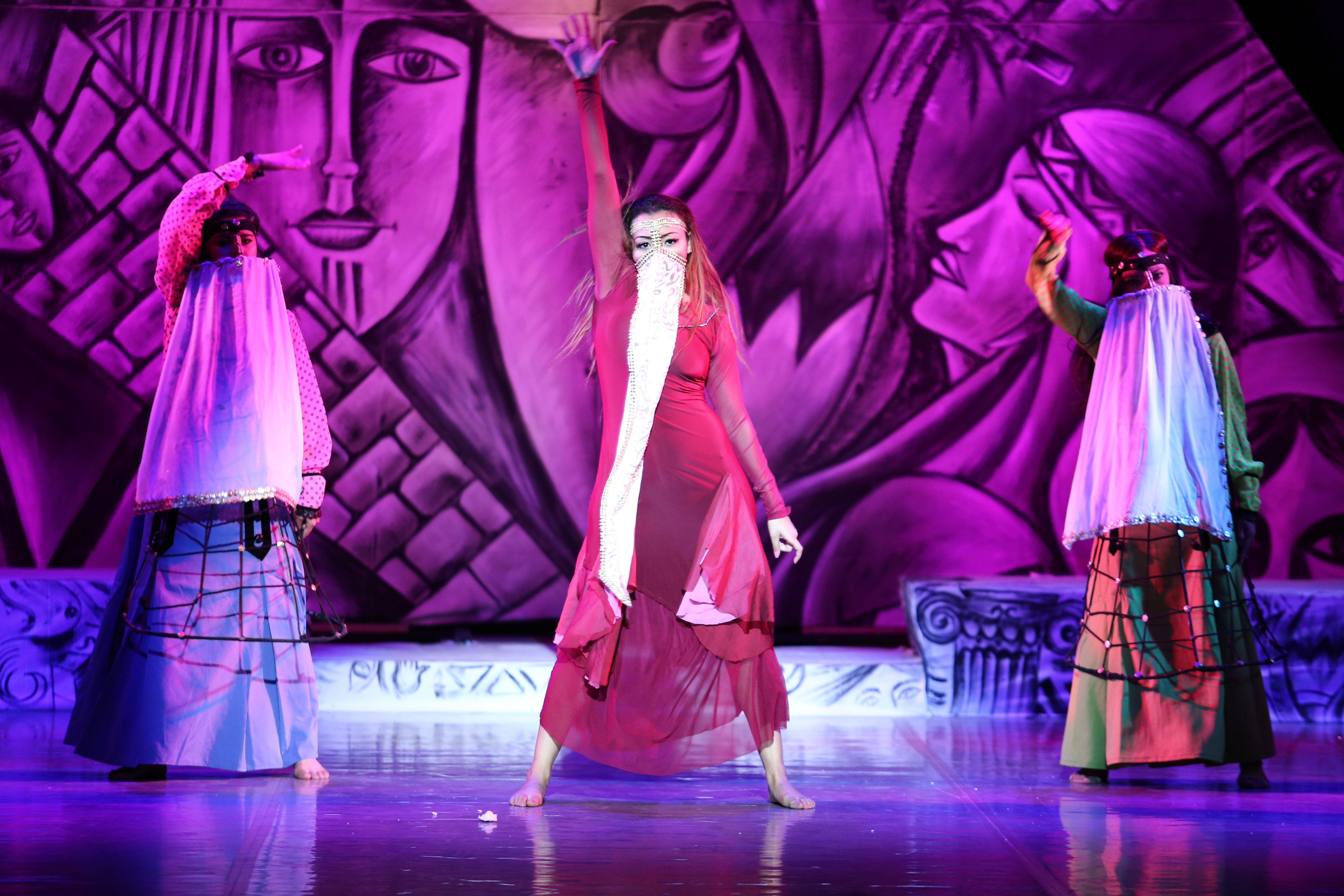
رقصة البلدي في مصر

بلدي (عربي: بلدي) يعني «البلد» وهو أسلوب من الرقص الشعبي المصري من أوائل القرن العشرين ولا يزال يحظى بشعبية كبيرة. وهكذا فإن «البلادي المصري» تعني «بلاد مصر» وحدث ذلك عندما انتقل المزارعون إلى المدينة وبدأوا يرقصون في المساحات الصغيرة. المصريون لديهم شعبي وخبزي وإيقاعي وموسيقاي ورقصتي. إنه شكل شعبي / اجتماعي للرقص الشرقي. إنه أكثر ثباتًا من الرقص الشرقي، مع القليل من استخدام الذراعين، والتركيز على حركات الورك. للرقص البلدي إحساس «ثقيل»، حيث تبدو الراقصة مسترخية ومتصلة بقوة بالأرض. تعزف على أنغام الموسيقى الشعبية أو البلدي.

#### أولاد نيل

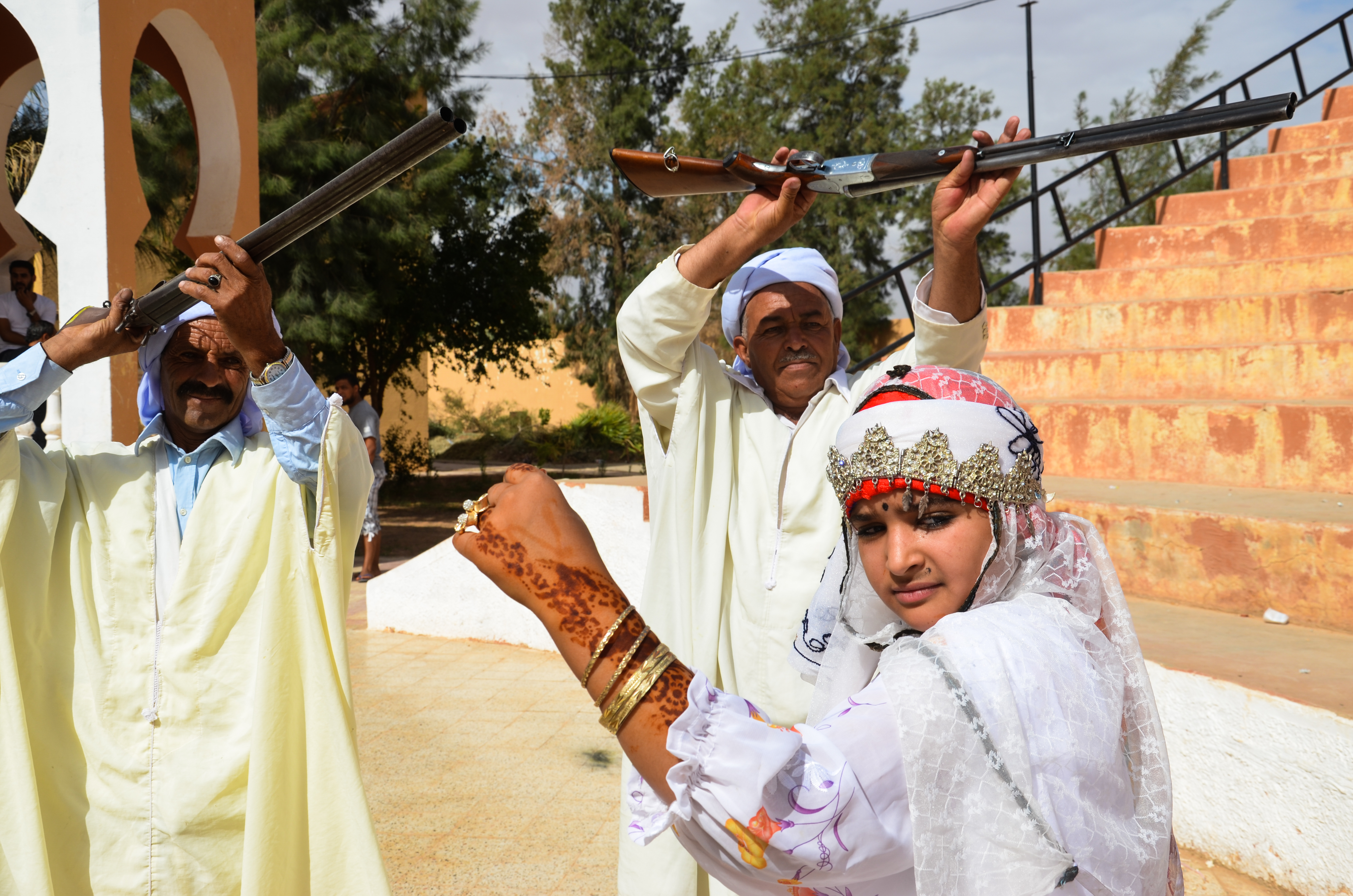
راقصة أولاد نيل

ولاد نايل (عربي: ولاد نايل) نشأ من أسلوب موسيقي، يُعرف أحيانًا باسم موسيقى بو صيدا بعد البلدة القريبة من وطنهم. في الرقص الشرقي، يشير المصطلح إلى أسلوب الرقص الذي نشأ مع أولاد نائل، المعروفين بطريقتهم في الرقص. يتضمن ذلك حركات صغيرة وسريعة للقدم مصحوبة بحركات قوية في الجذع والورك.

#### الغوازي
كان الغوازي، الغوازي، مجموعة من الراقصين المتجولين. يؤدي الغوازي منفردا أو في مجموعات صغيرة، ويظهر لجمهور غير متجانس، في الشوارع العامة، في المهرجانات، في المقاهي وفي صعيد مصر المواليد (حفل إسلامي محلي)، المصطلح نفسه يصاحب أحيانًا الأفعال الجنسية في الثقافة المحلية وكانت تستخدم أحيانًا كإهانة. رقصهم قليلا من الأناقة. ميزته الرئيسية هي حركة الاهتزاز السريع للوركين، من جانب إلى آخر.

### الرقصات الشعبية
يتم أداء هذه الرقصات خلال الاحتفالات أو المناسبات المدنية مثل الولادة أو الوفاة أو الزفاف أو الصعود الاجتماعي وأحيانًا خلال الأعياد الدينية.

#### دبكة

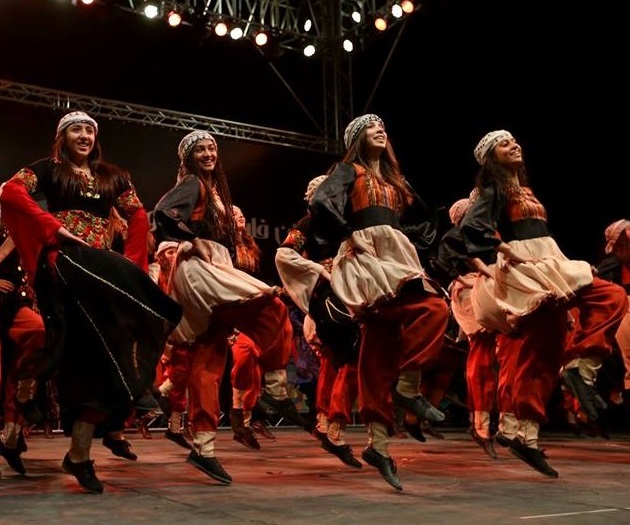
فتيات فلسطينيات يرقصن الدبكة التراثية

الدبكة (العربية: الدبكة)، هو حدث رقص شعبي عربي يشكل جزءًا من المشهد الاجتماعي والثقافي المشترك في الأردن وفلسطين ولبنان وسوريا. تم تحويل الدبكة مرتين إلى قانون ثابت لأنماط الحركة والخطوات التي، من خلال التنفيذ المتكرر، ترسيخ الأعراف السلوكية والمعاني الثقافية.

#### دحيّة
الضاحية هي رقصة بدوية تمارس في الضفة الغربية والنقب (إسرائيل) والأردن وشمال المملكة العربية السعودية وبعض دول الخليج العربي والصحراء السورية. كانت تمارس قبل الحروب لإثارة الحماس بين أفراد القبيلة، وفي نهاية المعارك في الماضي وصفت المعركة والبطولات، لكنها الآن تمارس في مناسبات مثل الأعراس والأعياد وغيرها من الاحتفالات.

### رقصات شعبية
تشمل الرقصات الشعبية كافة أشكال التعبير الفني للشعب.

#### خليجي

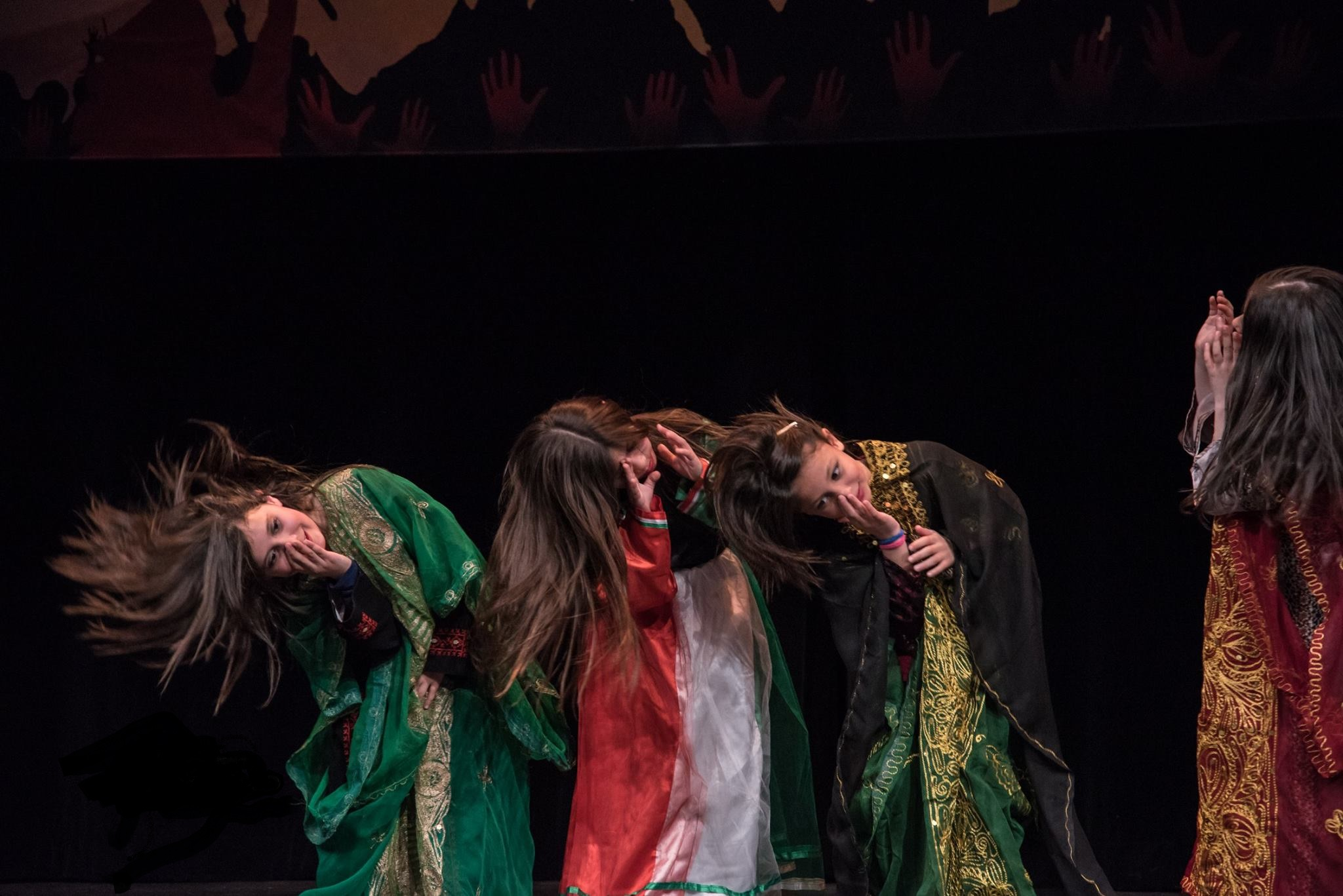
فتيات عربيات يرقصن رقص خليجي

الخليجية هي رقصة تُقام في دول شبه الجزيرة العربية. يرتدي «فستاناً» طويلاً تحمله الراقصة أمامه. هناك خطوة في ذلك، ولكن الميزة الرئيسية هي قلب الشعر أثناء تأرجح الرأس من جانب إلى آخر. يعني اسم الرقصة حرفياً «الخليج» في اللغة العربية وترقصها النساء المحليات في الأعراس والمناسبات الاجتماعية الأخرى. الخليجية هي رقصة بهيجة وحيوية ومعبرة وحركية ودقيقة يتم إجراؤها في المناسبات التي تنطوي على السعادة والاحتفال (مثل حفلات الزفاف). ترقص النساء بالتواطؤ، وغالبًا ما تبدأ إحداهن بالوقوف بمفردها على حلبة الرقص، ثم ينضم إليها الآخرون، وأجزاء الجسم الرئيسية المشاركة في الرقص هي اليدين والرأس و «الفستان» نفسه. الشعر، على عكس «الفستان»، هو العنصر الأساسي المستخدم في رقص الخليج: تترك النساء شعرهن الطويل «يرقص» من جانب إلى آخر، ذهابًا وإيابًا، بحركة دائرية وصنع أشكالًا أخرى. في الآونة الأخيرة أصبحت تحظى بشعبية كبيرة بين الراقصات الشرقيات.
يتم أداء الرقص الخليجي بشكل أكثر شيوعًا على إيقاع منوم 2/4 مع دقاتين ثقيلتين وقفة، تسمى الإيقاع السعودي أو الخليجي أو العدني (من اليمن). لا يوجد إيقاع خليجي واحد بل مئات، هذه الرقصة تمثل العديد من دول منطقة الخليج.

#### العرضة

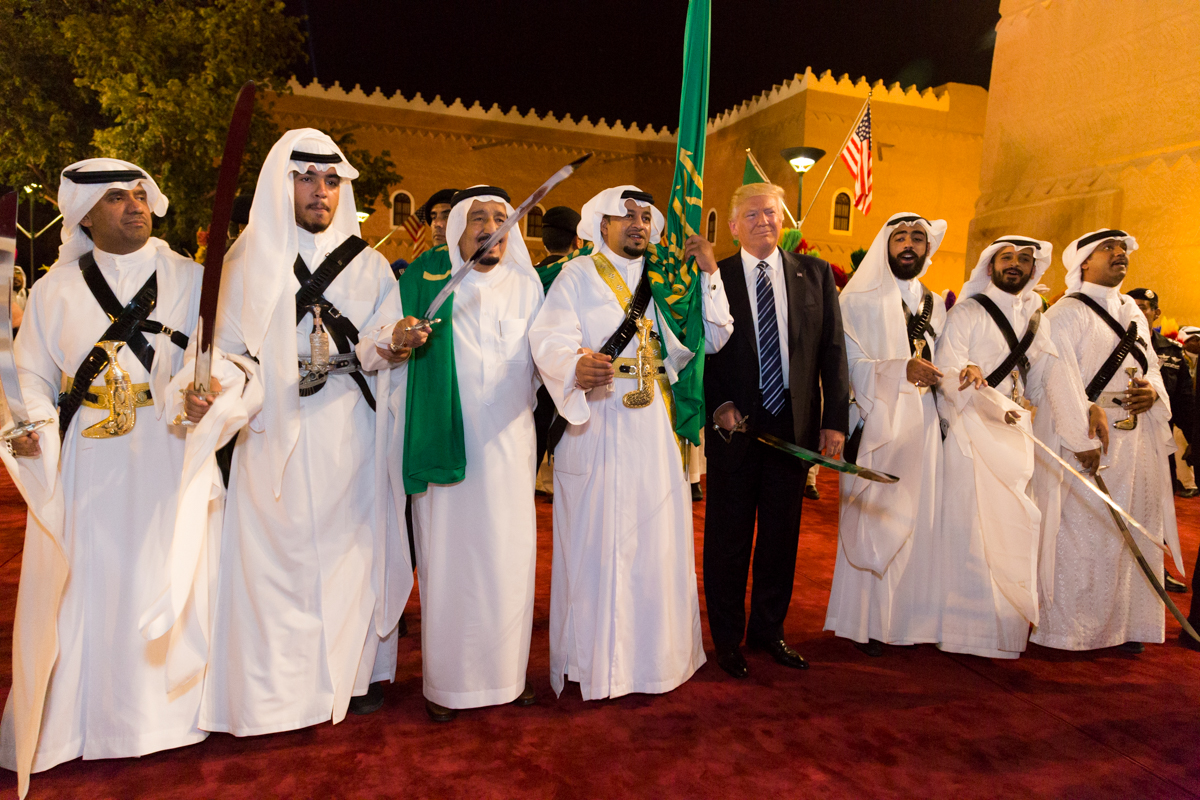
سلمان ودونالد ترامب يرقصان العرضة النجدي.

العرض هو نوع من الرقص الفولكلوري في شبه الجزيرة العربية. يتم أداء الرقصة بصفين من الرجال يواجهون بعضهم البعض، وقد يستخدم كل منهم أو لا يستخدم السيف أو العصا، مصحوبة بالطبول والشعر المنطوق. في الإمارات، النسخة المحلية تسمى اليولة.
يُعتقد أن مصطلح «العرضة» مشتق من الفعل العربي «أرض» بمعنى «إظهار» أو «استعراض». سميت بهذا الاسم لأن الغرض منها كان إظهار القوة القتالية للقبيلة علانية ورفع الروح المعنوية قبل الاشتباك المسلح. على الرغم من وجود اختلافات إقليمية في العرض الخاص للعرضة، إلا أن الغرض الذي تخدمه هو نفسه تقريبًا عبر شبه الجزيرة العربية.

#### رقصة حق الله

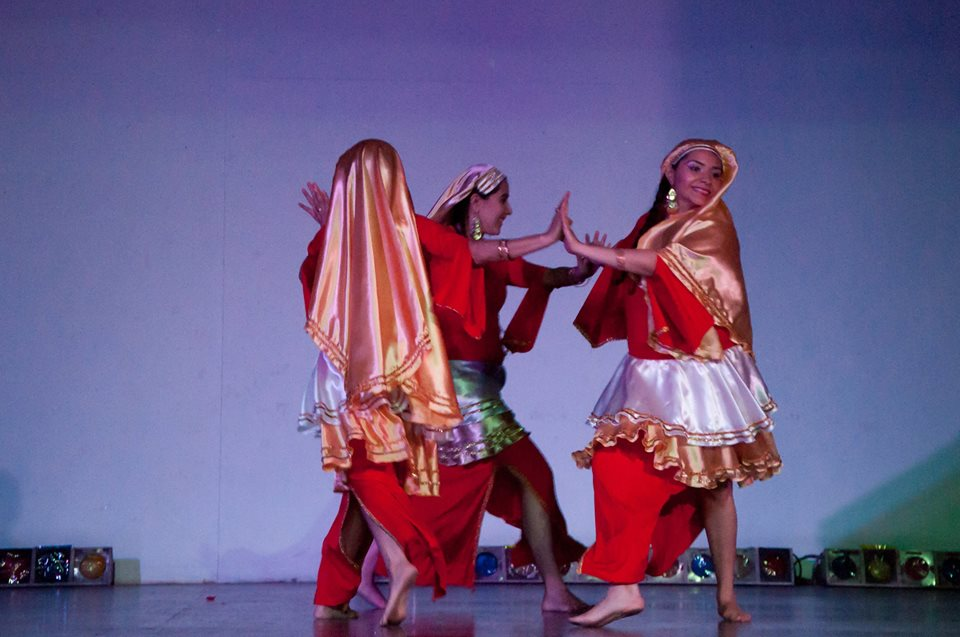
رقصة حق الله

الحجلة هي رقصة احتفالية فولكلورية تُعرف بالحجلة يؤديها البدو (البدو) الذين استقروا في مرسى مطروح في غرب مصر، وغالبًا ما يتم إجراؤها خلال موسم حصاد التمور، موسم الزفاف في تلك المنطقة. يُعرف حق الله أيضًا في المناطق المجاورة لليبيا ويرتبط برقصات الكاف (تصفيق) في مناطق أخرى من الشرق الأوسط. وقيادة البدو في غرب مصر. وقد وُصفت بأنها رقصة زفاف وكذلك رقصة بلوغ سن الرشد للفتاة.

#### شيخات
الشيخة (عربي: شيخ): في اللغة العربية الفصحى، كلمة الشيخة (العربية: الشيخة) هي الشيخة: شخص من المعرفة والخبرة والحكمة. في المغرب الكبير، تحصر كلمة «الشيخة» معناها في تحديد هوية المرأة التي لديها معرفة جسدية واسعة بما يكفي لتعليم الآخرين. إنها رقصة مثيرة للسيدات فقط، تم أداؤها في الأصل للعروس قبل زفافها، بهدف تعليمها كيف تتوقع التحرك في سرير زواجها.

#### جيدرا
جدرة هي رقصة من المنطقة الصحراوية في جنوب غرب المغرب، يتم إجراؤها للحث على حالة متغيرة من الوعي، حيث يبدأ عازف منفرد الرقص بحركات اليد، ثم يتأرجح الرأس والجذع حتى الوصول إلى حالة نشوة. . الراقصات جيدرا هم من النساء العازبات أو المطلقات. يسأل الرجال أحيانًا الجمهور بنية الزواج.

#### يولا
اليولة (العربية: اليولة) أو العيالة هي رقصة تقليدية في دولة الإمارات العربية المتحدة. إنها تنطوي على غزل ورمي مسدس دمية مصنوع بالكامل من الخشب والطلاء المعدني.

### رقصات مقدسة

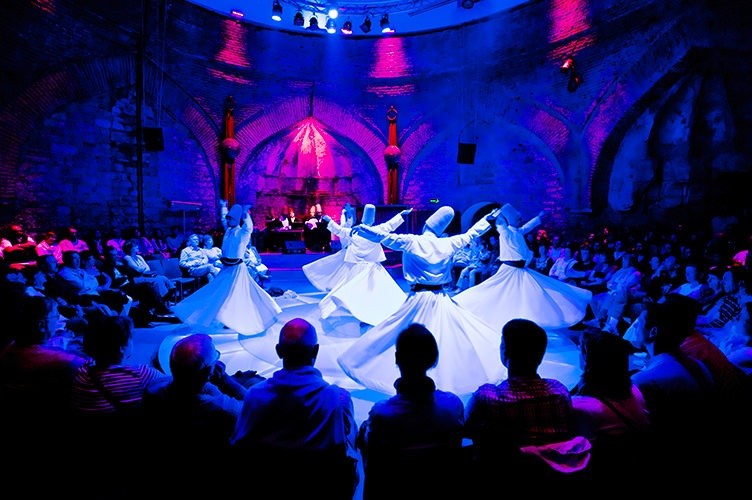
موالد احتفالات آل بيت النبي في مصر هي أفضل الطاولات الممتدة وتلميحات من أيام الخلود ، وتحتفل بأهل الله في مصر بموالد آل بيت الرسول في مواعيد سنوية ثابتة

ترتبط هذه الرقصات المقدسة بالدين السائد في العالم العربي، الإسلام. وهم مرتبطون بشكل خاص بالصوفية، التي هي قلب التقليد الإسلامي الذي افتتحه النبي محمد صلى الله عليه وسلم .

#### التنورة
التنورة (التنورة) هي رقصة شعبية مصرية ذات أصول صوفية واضحة، والتي أصبحت اليوم إحدى طقوس الاحتفال التي يتم إجراؤها في العديد من المناسبات. الرقصة هي رقصة إيقاعية يتم إجراؤها بشكل جماعي في حركات دائرية، نابعة من المعنى الصوفي الإسلامي للأساس الفلسفي. ترى أن الحركة في الكون تبدأ عند نقطة وتنتهي عند نفس النقطة وبالتالي تعكس هذا المفهوم في رقصتهم. جاءت تحركاتهم كما لو كانوا يرسمون هالات غارقة في الفضاء. تشير كلمة التنورة أو التنورة إلى التنورة الملونة التي ترتديها الدوامة، ويمثل اللون كل ترتيب صوفي.

#### زار
الزار هي رقصة يتم إجراؤها لطرد الأرواح الشريرة. نشأ في السودان ولكنه يحظى أيضًا بشعبية لدى النساء في مصر.